# Dariusz Żuraw
Dariusz Żuraw (Wieluń, 14 novembre 1972) è un allenatore di calcio ed ex calciatore polacco, di ruolo difensore.

## Caratteristiche tecniche
Come allenatore, Żuraw predilige il 4-2-3-1 con una forte predisposizione per il gioco offensivo.

## Carriera
Il 6 aprile 2021 viene sollevato dal ruolo di tecnico del Lech Poznań, con la squadra decima in classifica.

## Palmarès

### Giocatore

#### Competizioni nazionali
- Campionato tedesco di seconda divisione: 1

Hannover: 2001-2002